# Gagal, Devadurga
Gagal là một làng thuộc tehsil Devadurga, huyện Raichur, bang Karnataka, Ấn Độ.